# Party Rock Anthem
Singles de LMFAO
Gettin' Over You
(2010) Champagne Showers
(2011)
Party Rock Anthem est une chanson du groupe américain d'électro pop LMFAO en collaboration avec Lauren Bennett et GoonRock, extrait de leur second album studio Sorry for Party Rocking (2011). La chanson est sortie en tant que premier single de l'album le 25 janvier 2011. Il interpole des paroles de la chanson Hustlin' qu'interprète Rick Ross. Le titre des LMFAO est parvenu à accéder à la première place des ventes en Australie, Allemagne, Belgique, Brésil, France, Danemark, Irlande, Nouvelle-Zélande, Suisse, au Royaume-Uni et aux États-Unis ; il s'est également octroyé une place dans le top 10 du Canada et de la Norvège.

## Clip vidéo
Le clip vidéo, chorégraphié par les membres du Quest Crew (Hokuto Konishi, Victor Kim, Ryan Conferido et Ryan Feng), est une parodie du film 28 jours plus tard (2002). Le début du clip explique que Redfoo et Skyblu sont tous les deux tombés dans un coma dû à un excès de « Party Rocking », et que le lendemain, leur single est dévoilé au public, suivi de l'imitation du film de Danny Boyle, où l'on voit noté « 28 DAYS LATER ». Les LMFAO se réveillent de leur coma dans un hôpital désert, dans un style identique à celui du personnage de Cillian Murphy dans le film original. Dehors, dans un contexte post-apocalyptique, Skyblu et Redfoo remarquent que la population entière guinche totalement manipulée la danse du Shufflin. Pour ne pas être contaminés par ce virus, ils prétendent déjà l'être et interprètent eux-mêmes ce Melbourne Shuffle.
Le clip vidéo atteint les 1 milliard de vues sur YouTube le 6 mars 2017, et le 14 avril 2021, le clip atteint les 2 milliards de vues.

## Liste des titres
Téléchargement digital
1. Party Rock Anthem – 4:23

CD single
1. Party Rock Anthem (Album Version) – 4:23
2. Party Rock Anthem (Audiobot Remix) – 6:01

Remixes
1. Party Rock Anthem (Wideboys Radio Edit) – 3:25
2. Party Rock Anthem (Wideboys Club Mix) - 5:49
3. Party Rock Anthem (Christopher Lawrence Radio Edit) - 3:38
4. Party Rock Anthem (Christopher Lawrence Club Mix) - 7:11
5. Party Rock anthem (Russ Chimes Dub) - 6:25
6. Party Rock Anthem (Alesso Remix) - 5:49
7. Party Rock Anthem (Benny Benassi Radio Edit) - 3:36
8. Party Rock Anthem (Benny Benassi Club Mix) - 6:17
9. Party Rock Anthem (Benny Benassi Dub Remix) - 6:01
10. Party Rock Anthem (Audiobot Remix) - 6:01
11. Party Rock Anthem (Cherry Cherry Boom Boom Bomber Remix) - 4:02
12. Party Rock Anthem (DJ Enferno Remix) - 4:52
13. Party Rock Anthem (Kim Fai Remix) - 6:53
14. Party Rock Anthem (Millions Like Us Dubstep Remix) - 4:38
15. Party Rock Anthem (Arion Dubstep Remix) - 3:23

## Classements et certifications
| Classement (2011)                       | Meilleure position |
| --------------------------------------- | ------------------ |
| Allemagne (Media Control AG)            | 1                  |
| Australie (ARIA)                        | 1                  |
| Autriche (Ö3 Austria Top 40)            | 1                  |
| Belgique (Flandre Ultratop 50 Singles)  | 1                  |
| Belgique (Wallonie Ultratop 50 Singles) | 2                  |
| Canada (Hot 100)                        | 1                  |
| République tchèque                      | 16                 |
| Brésil (Hot Pop)                        | 1                  |
| Danemark (Tracklisten)                  | 1                  |
| Finlande (Suomen virallinen lista)      | 5                  |
| France (SNEP)                           | 1                  |
| France (Club 40)                        | 1                  |
| Hongrie (Rádiós Top 40)                 | 1                  |
| Irlande (IRMA)                          | 1                  |
| Italie (FIMI)                           | 5                  |
| Japon (Japan Hot 100)                   | 9                  |
| Pays-Bas (Nederlandse Top 40)           | 9                  |
| Pays-Bas (Single Top 100)               | 6                  |
| Nouvelle-Zélande (RMNZ)                 | 1                  |
| Norvège (VG-lista)                      | 3                  |
| Pologne (Top 50)                        | 4                  |
| Russie (EMI)                            | 5                  |
| Écosse (OCC)                            | 1                  |
| Slovaquie (IFPI Rádio)                  | 1                  |
| Corée du Sud (International GAON)       | 1                  |
| Espagne (PROMUSICAE)                    | 7                  |
| Suède (Sverigetopplistan)               | 3                  |
| Suisse (Schweizer Hitparade)            | 1                  |
| Royaume-Uni (UK Dance Chart)            | 1                  |
| Royaume-Uni (UK Singles Chart)          | 1                  |
| États-Unis (Hot 100)                    | 1                  |
| États-Unis (Hot Dance Club Songs)       | 2                  |
| États-Unis (Pop Songs)                  | 1                  |

| Classement (2011)                 | Position |
| --------------------------------- | -------- |
| Australie                         | 1        |
| Autriche                          | 6        |
| Canada (Hot 100)                  | 2        |
| Allemagne                         | 8        |
| France                            | 1        |
| Japon                             | 55       |
| Nouvelle-Zélande                  | 1        |
| Suisse                            | 7        |
| Royaume-Uni                       | 3        |
| États-Unis (Hot 100)              | 2        |
| États-Unis (Hot Dance Club Songs) | 13       |
| États-Unis (Pop Songs)            | 1        |

| Pays                   | Certification |
| ---------------------- | ------------- |
| Allemagne (BM)         | Platine       |
| Australie (ARIA)       | 13 * platine  |
| Belgique (BEA)         | Or            |
| Canada (CRIA)          | 6 * Platine   |
| Danemark (IFPI)        | Platine       |
| Espagne (PROMUSICAE)   | Or            |
| Japon                  | Or            |
| États-Unis (RIAA)      | 1 * diamant   |
| Finlande (IFPI)        | Or            |
| France (SNEP)          | platine       |
| Italie (FIMI)          | 2 * platine   |
| Nouvelle-Zélande (RIA) | 4 * platine   |
| Suède (GLF)            | 3 * platine   |
| Suisse (IFPI)          | 3 * platine   |

## Dans la culture populaire
La chanson est utilisée dans l'épisode 15x06 de South Park, City Sushi.
Le constructeur automobile coréen Kia utilise la musique pour la promotion de la Kia Soul.
La chanson est également utilisée dans le film 21 Jump Street lors d’une soirée